# Czwórka (karta)

Czwórka – karta do gry tradycyjnie przedstawiająca cztery symbole danego koloru karcianego. W tradycyjnej hierarchii ważności szóstka jest liczona jako 4 karta w talii, występującą po trójce i przed piątką. Pełna talia kart do gry zawiera cztery czwórki, po jednej w każdym kolorze (trefl, karo, kier i pik).
Czwórka występowała (aż do XIX wieku) również w kartach polskich i niemieckich. W tych pierwszych jest oznaczana: w przypadku dzwonków i czerwieni jako dwa rzędy (po prawej i lewej stronie) symboli po 2, a w przypadku żołędzi i win jako część rośliny posiadającej dwie gałęzie po obu stronach.
W Szwajcarii czwórka spotykana jest po dziś dzień.

## Wygląd kart

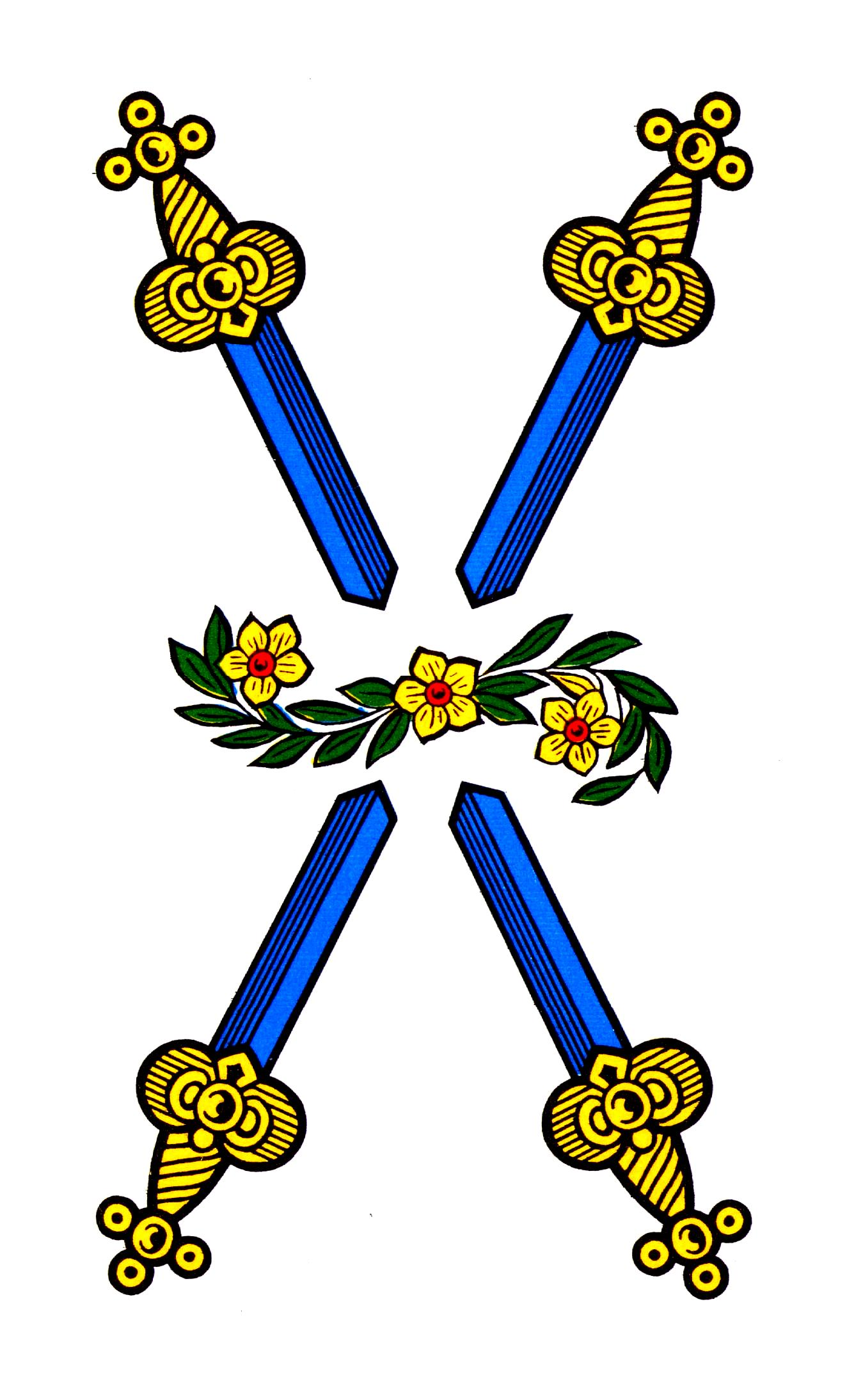
Czwórka mieczy
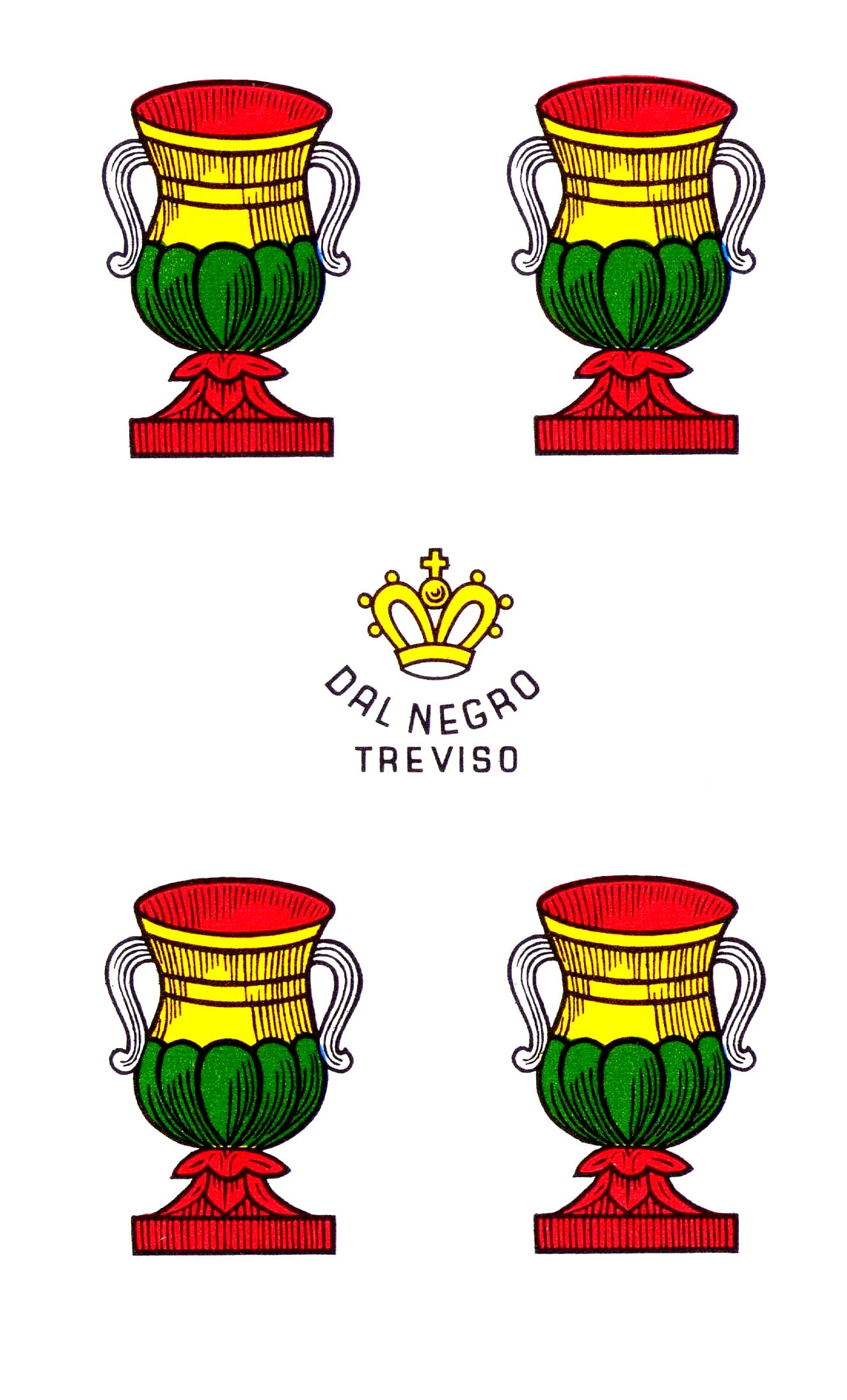
Czwórka puszek
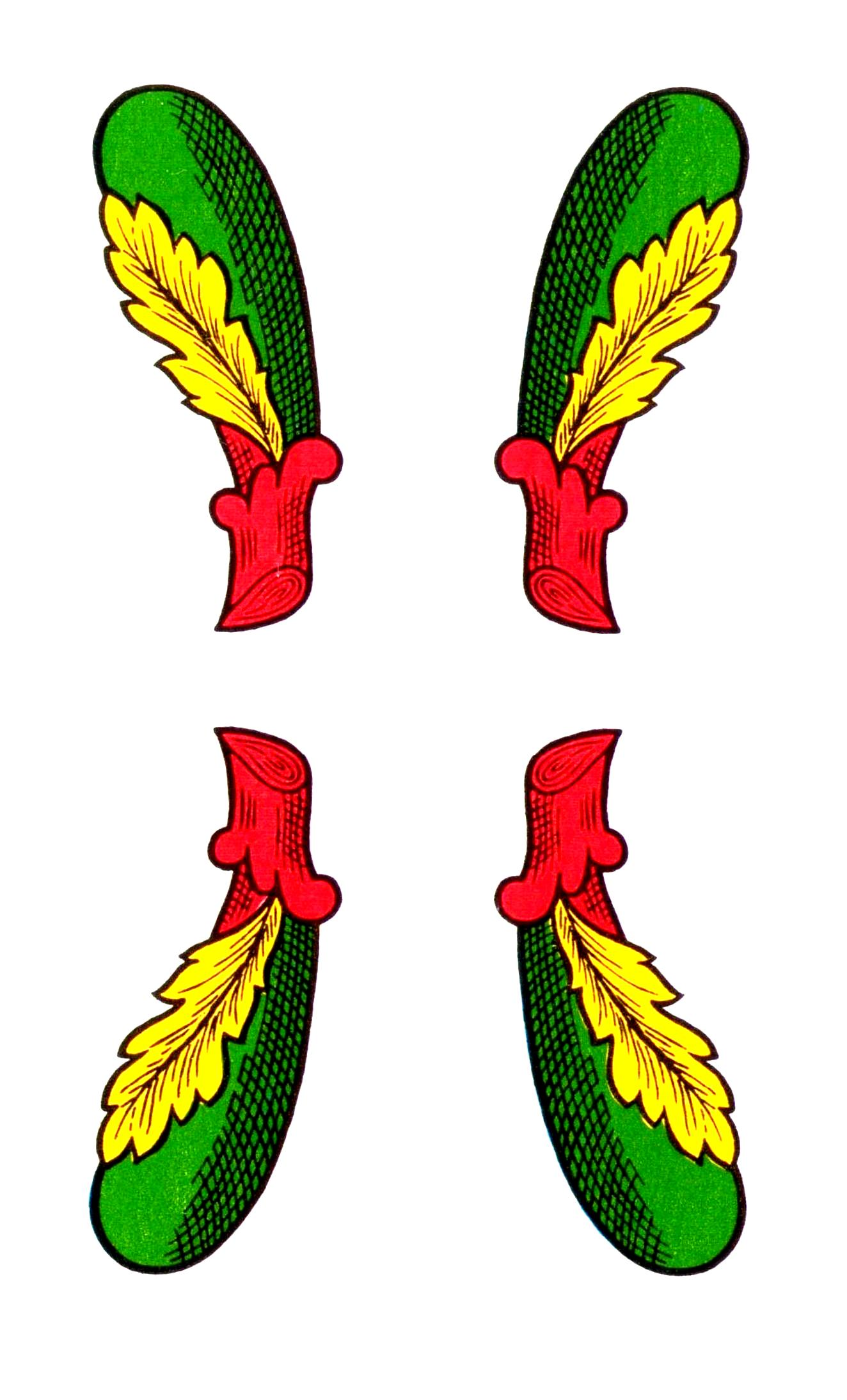
Czwórka pałek
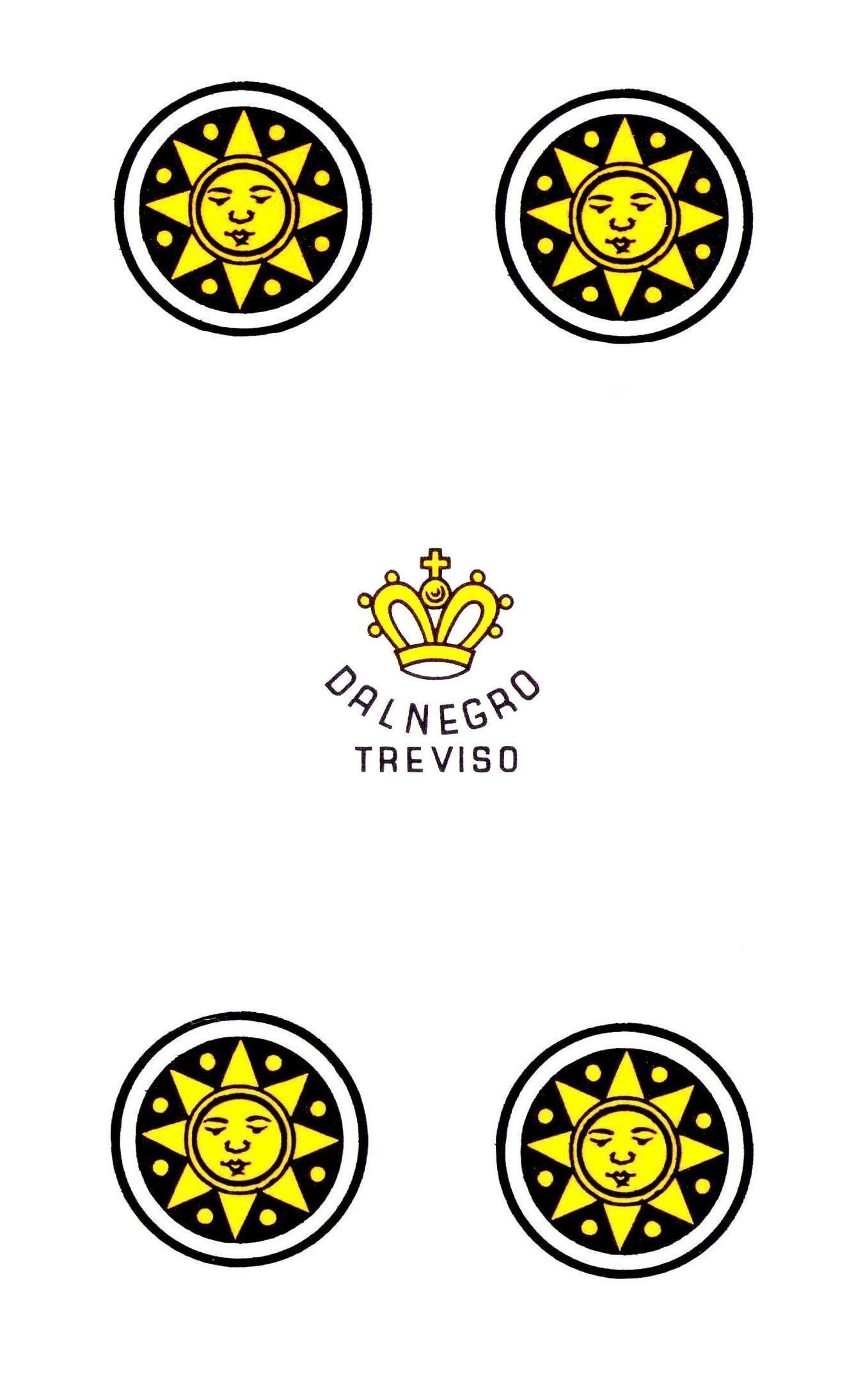
Czwórka monet

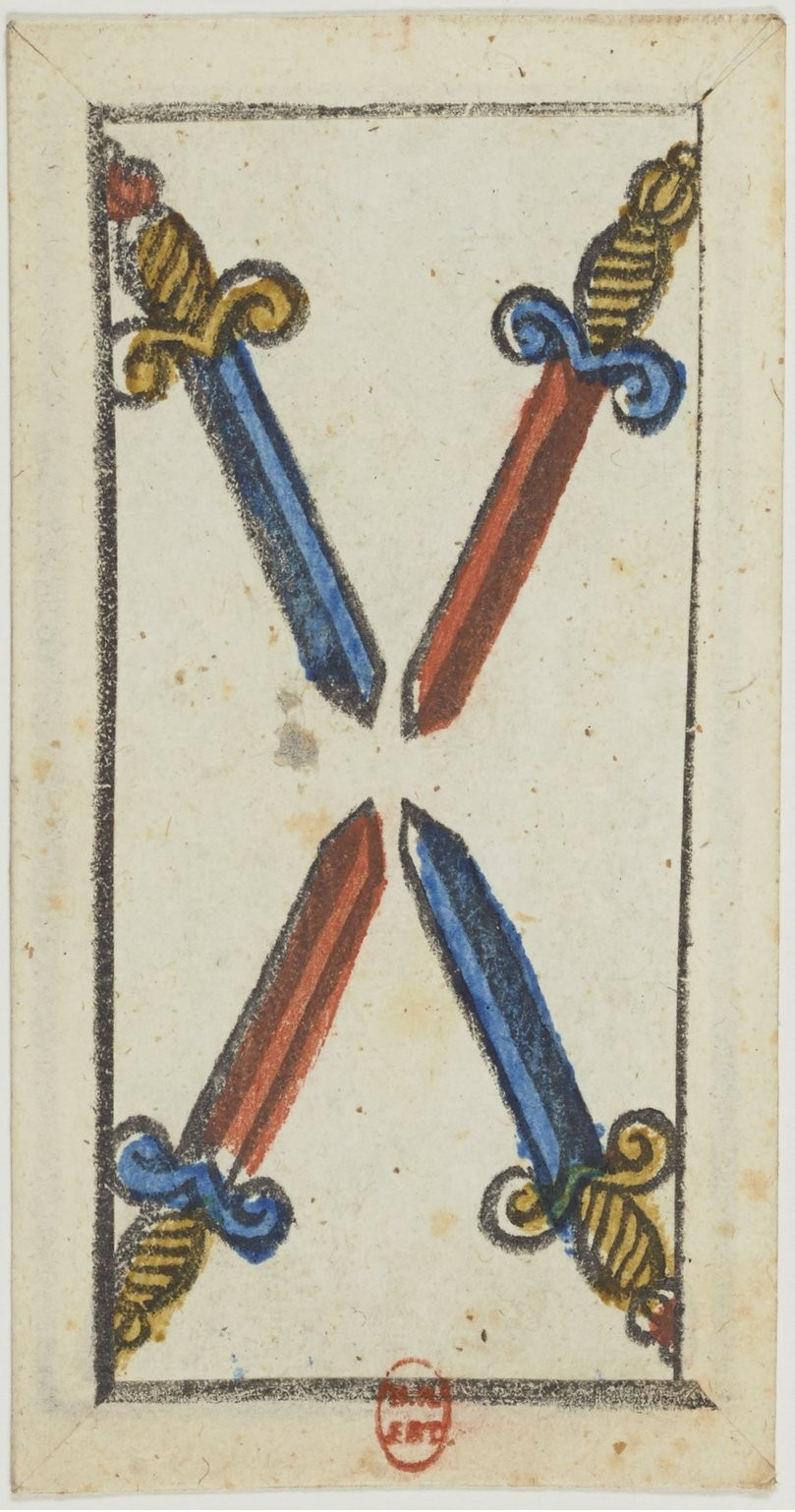
Czwórka mieczy
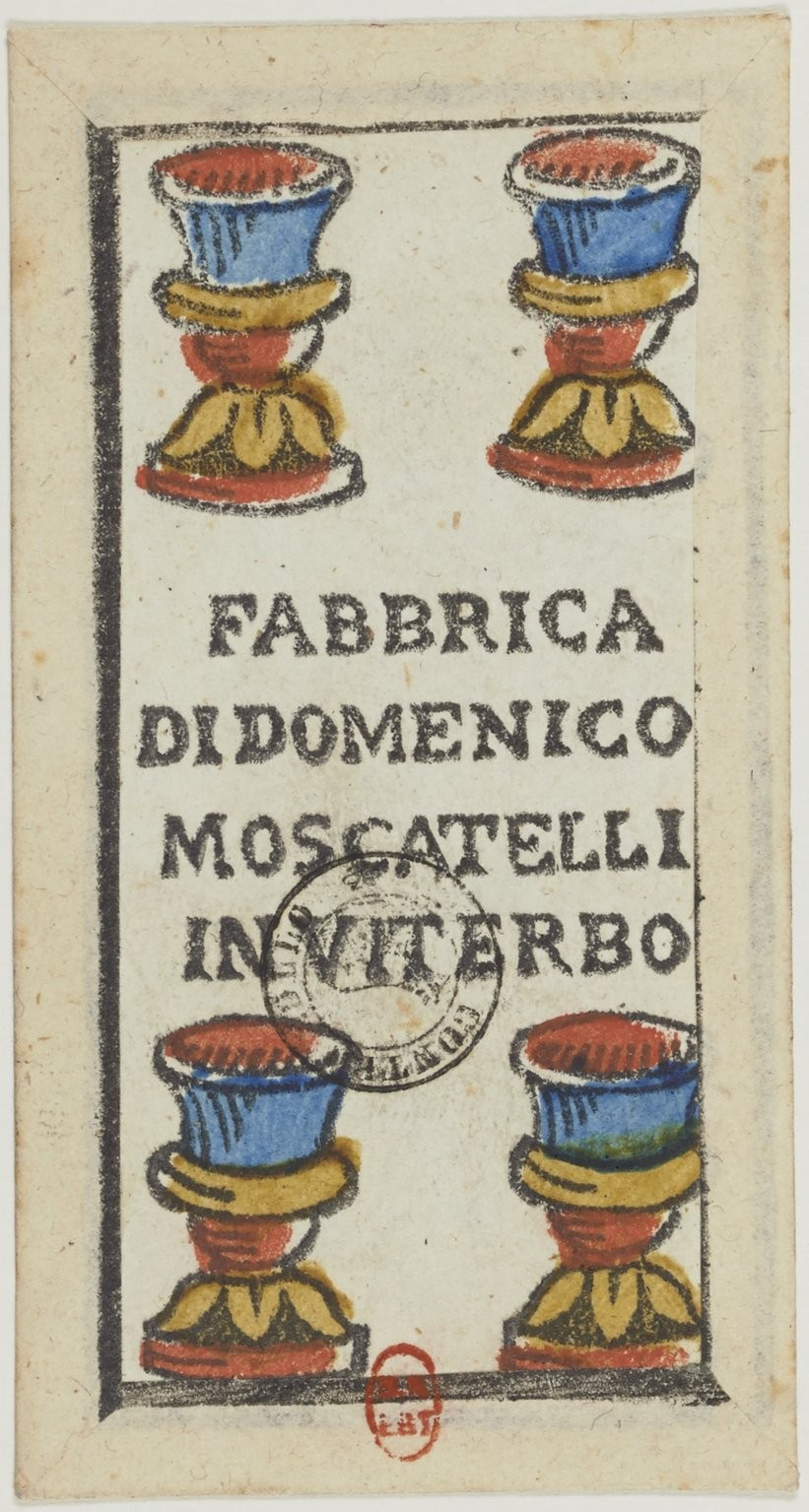
Czwórka puszek
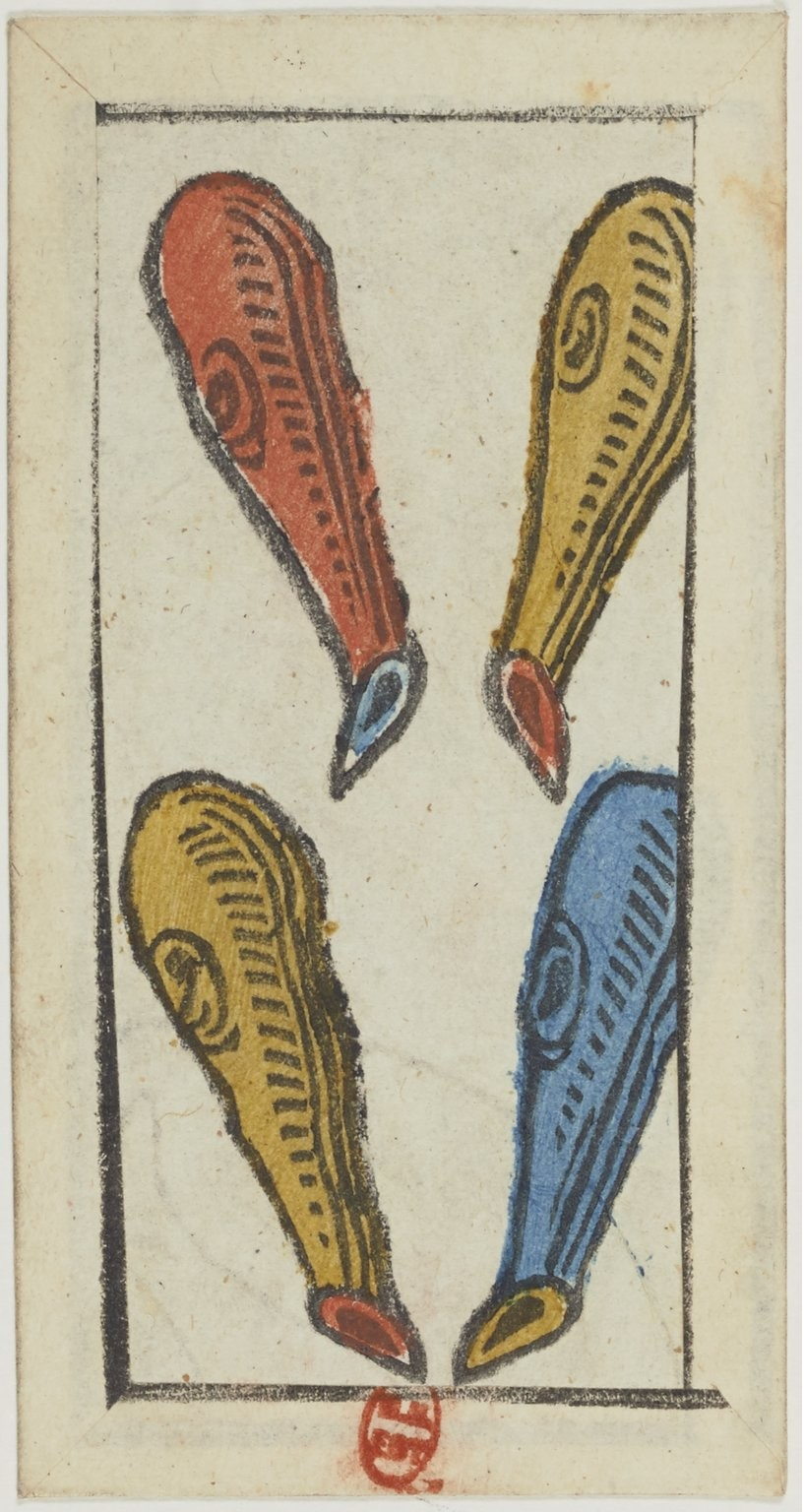
Czwórka pałek
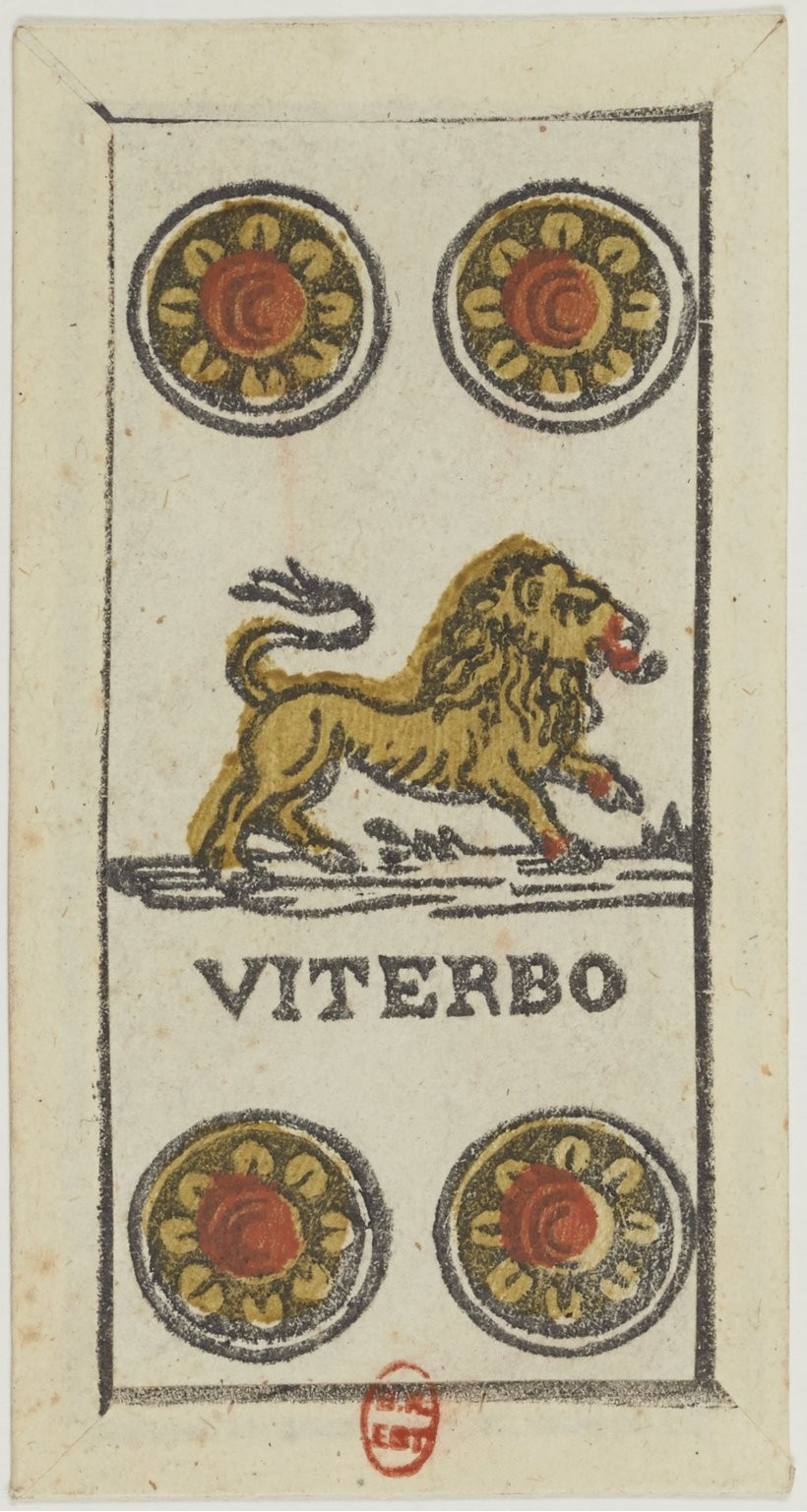
Czwórka monet

Wzór międzynarodowy i inne wzory o kolorach francuskich

Czwórka pik
Czwórka kier
Czwórka trefl
Czwórka karo

Talia 48 kart niemieckich

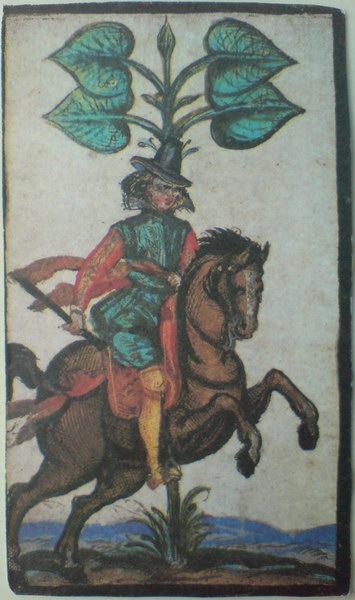
Czwórka winna
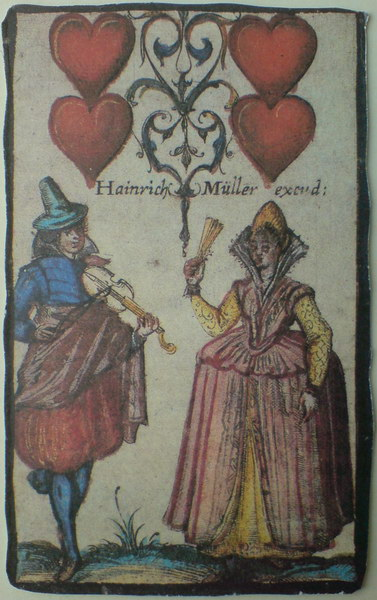
Czwórka czerwienna
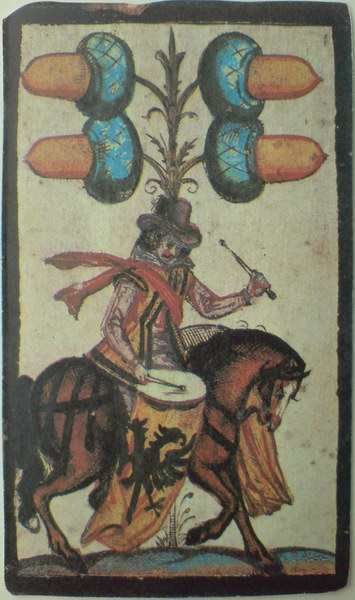
Czwórka żołędna
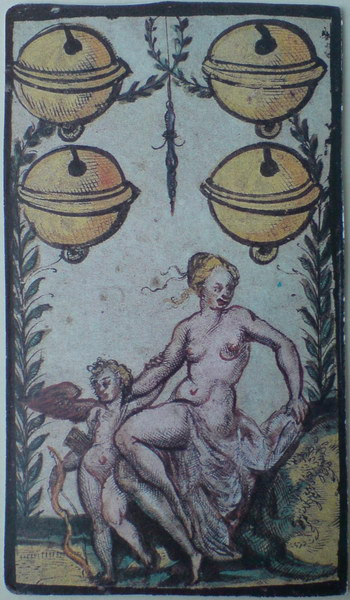
Czwórka dzwonkowa

Talia Minchiate i inne wzory o kolorach północnowłoskich i portugalskich

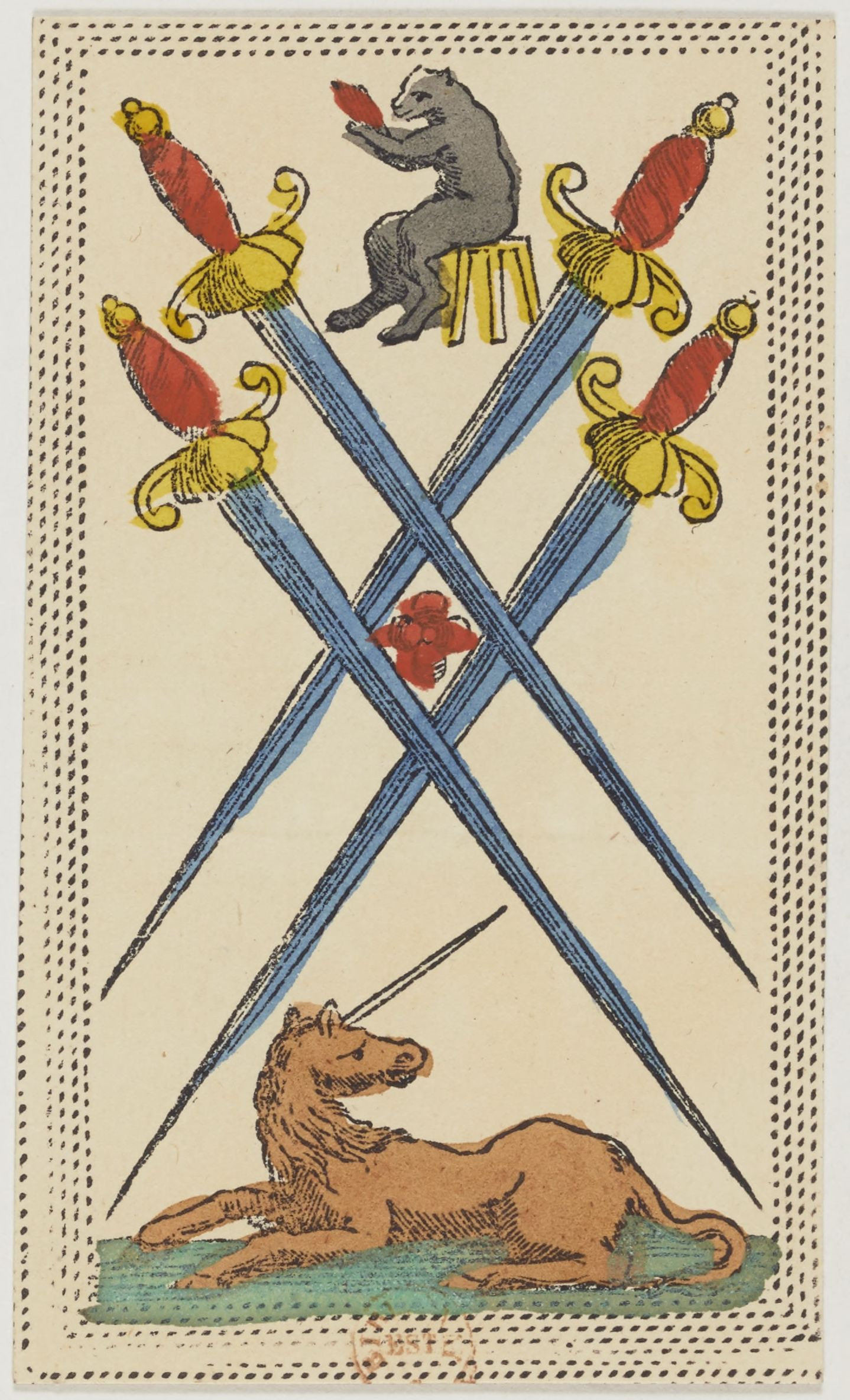
Czwórka mieczy
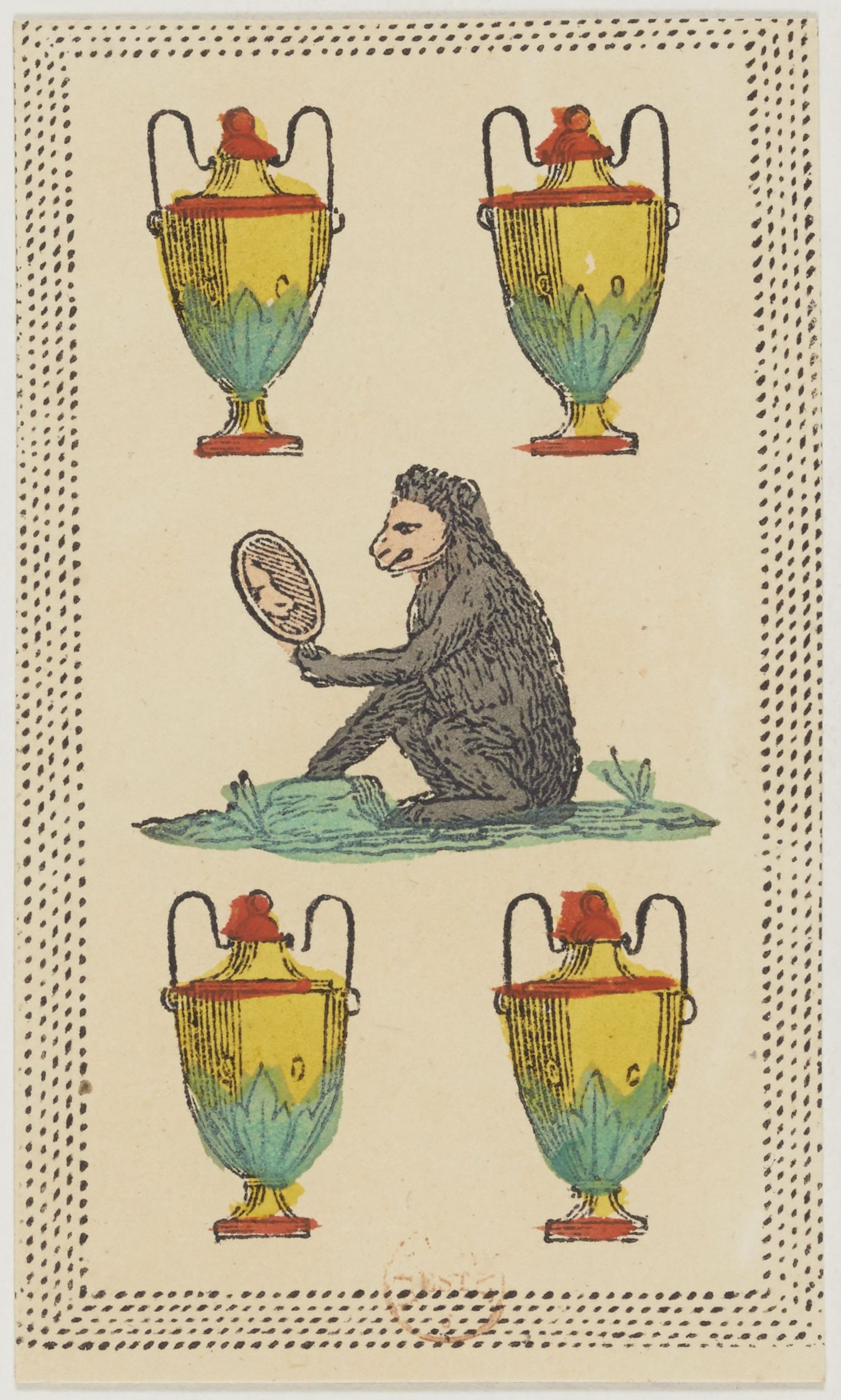
Czwórka puszek
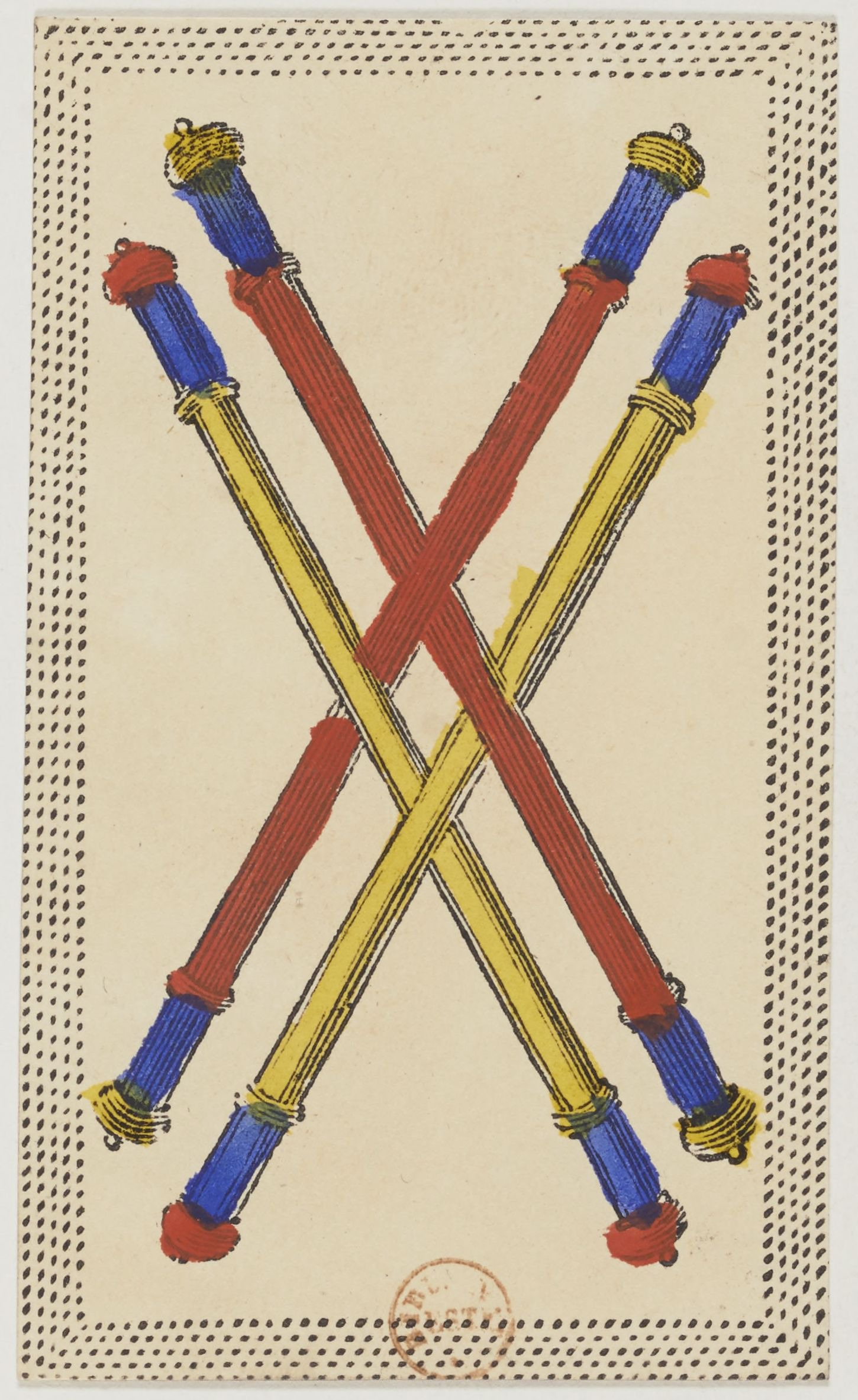
Czwórka pałek
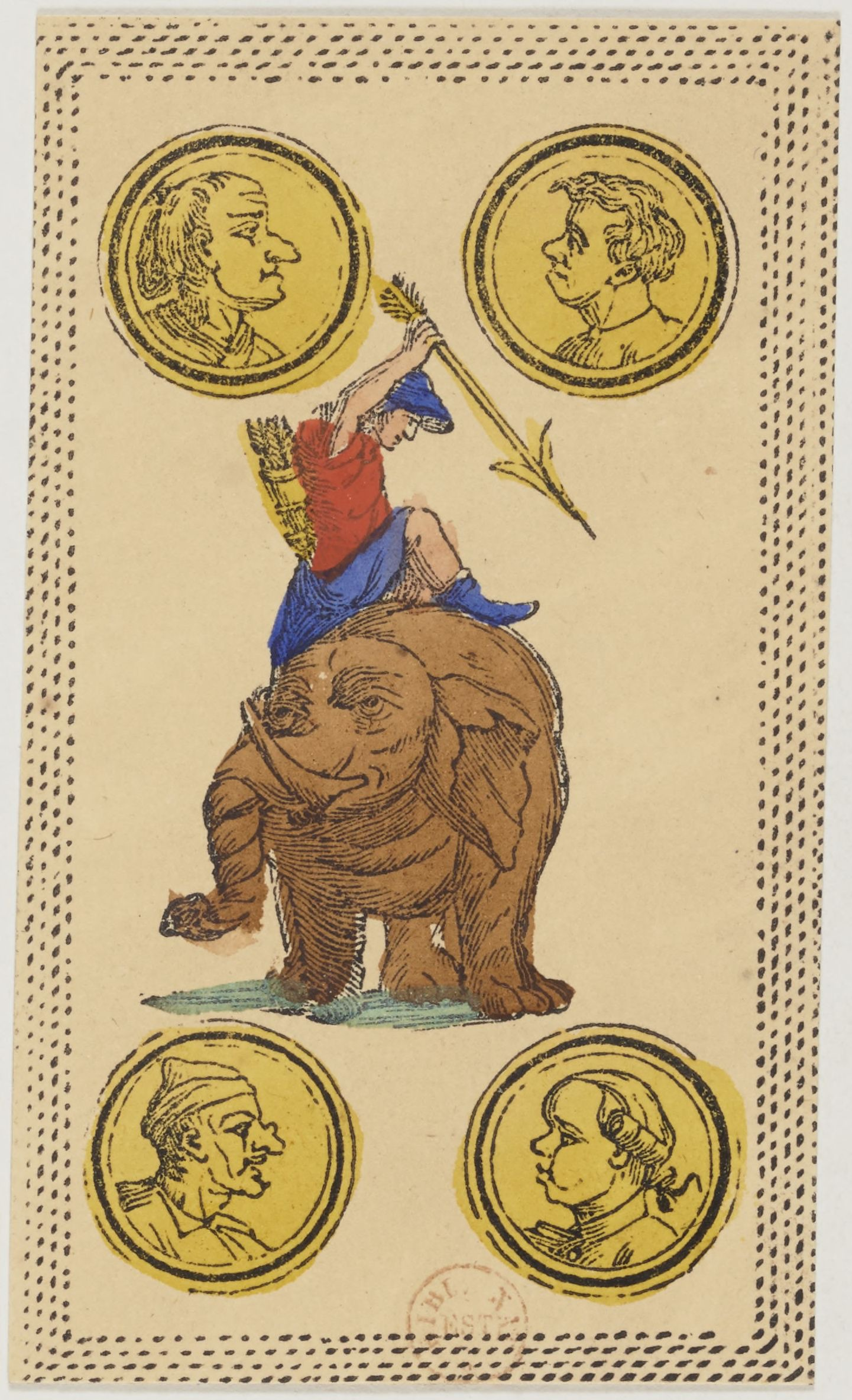
Czórka monet

Talia Bergamo

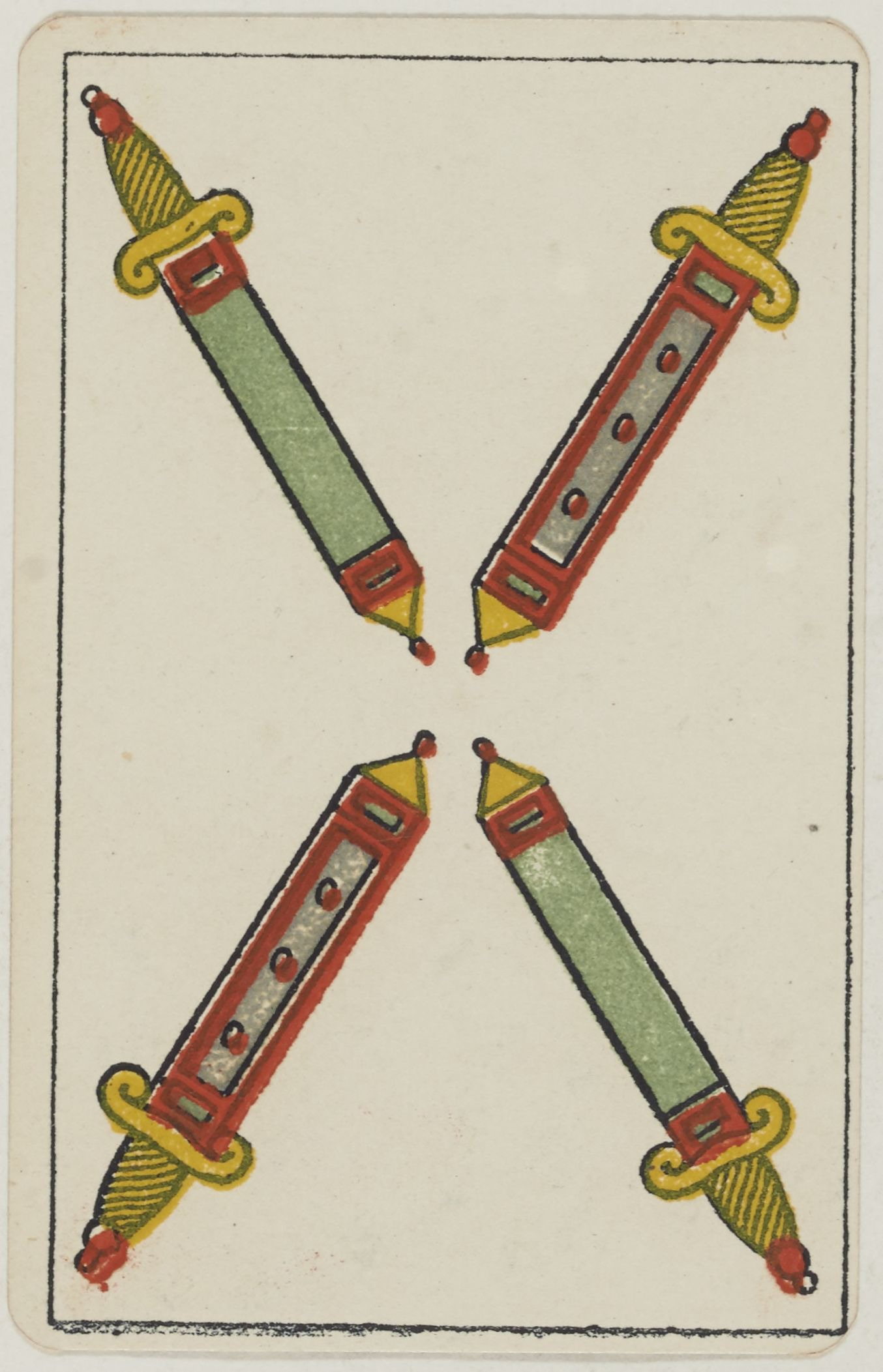
Czwórka mieczy
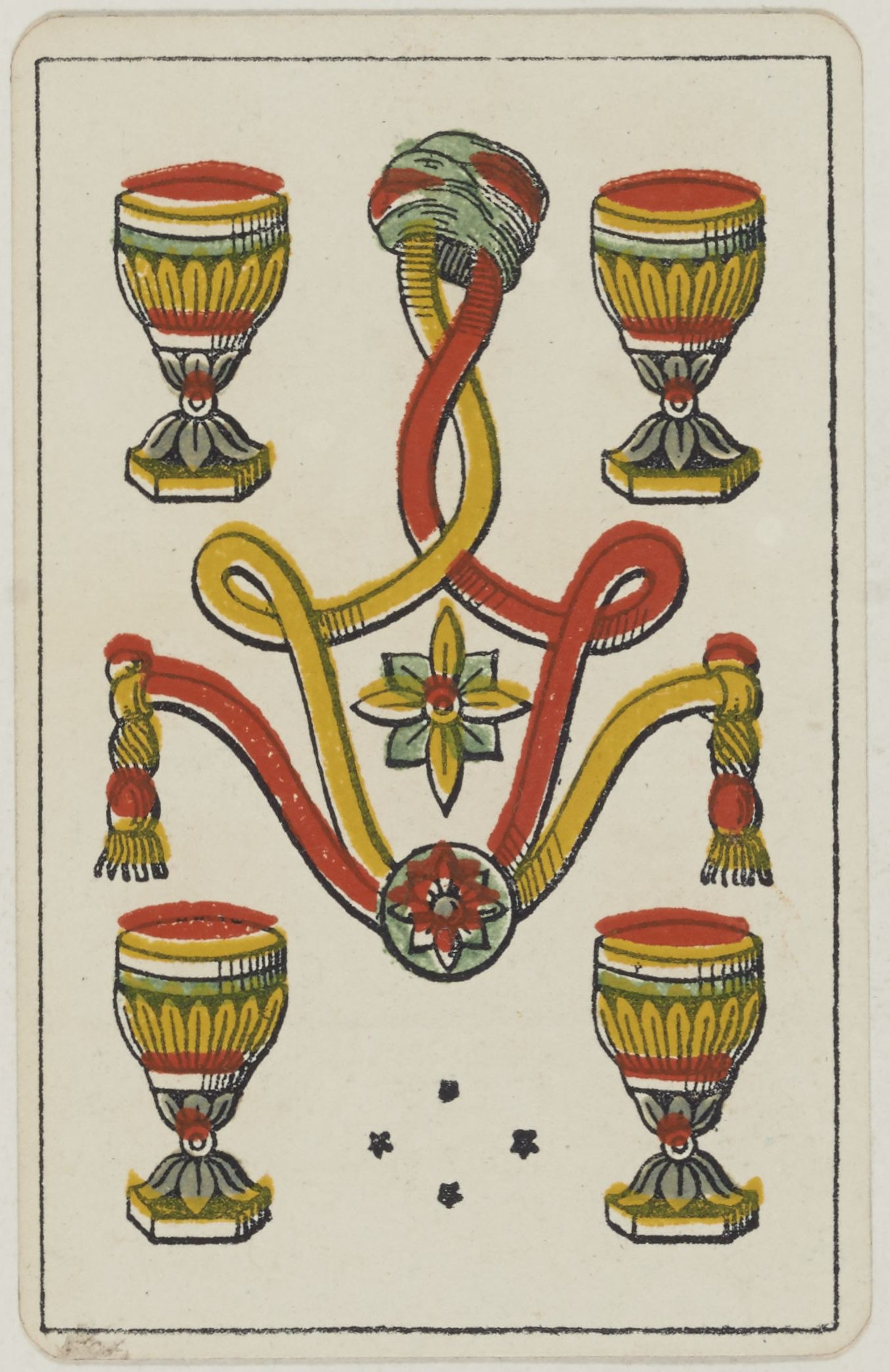
Czwórka puszek
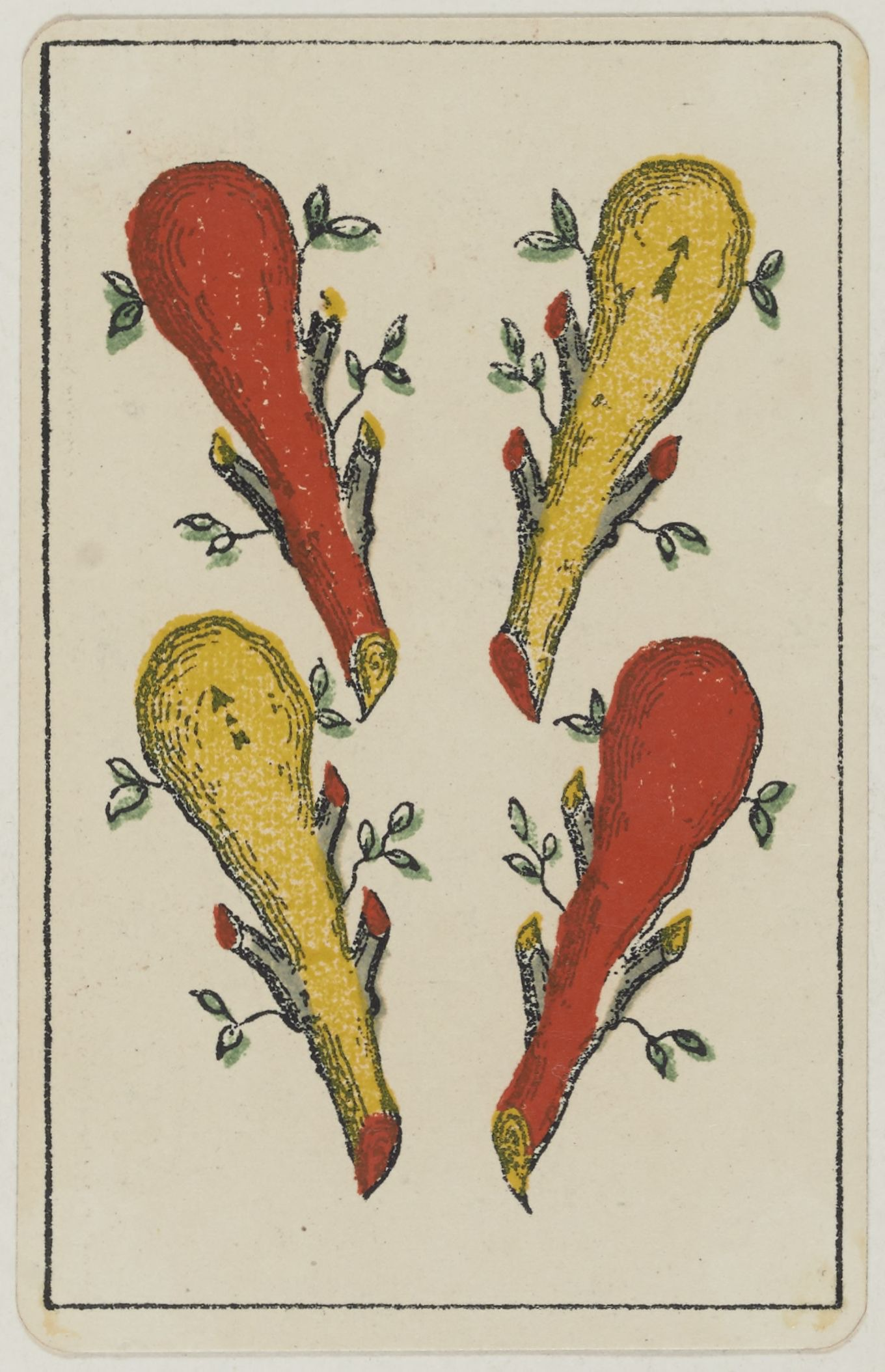
Czwórka pałek
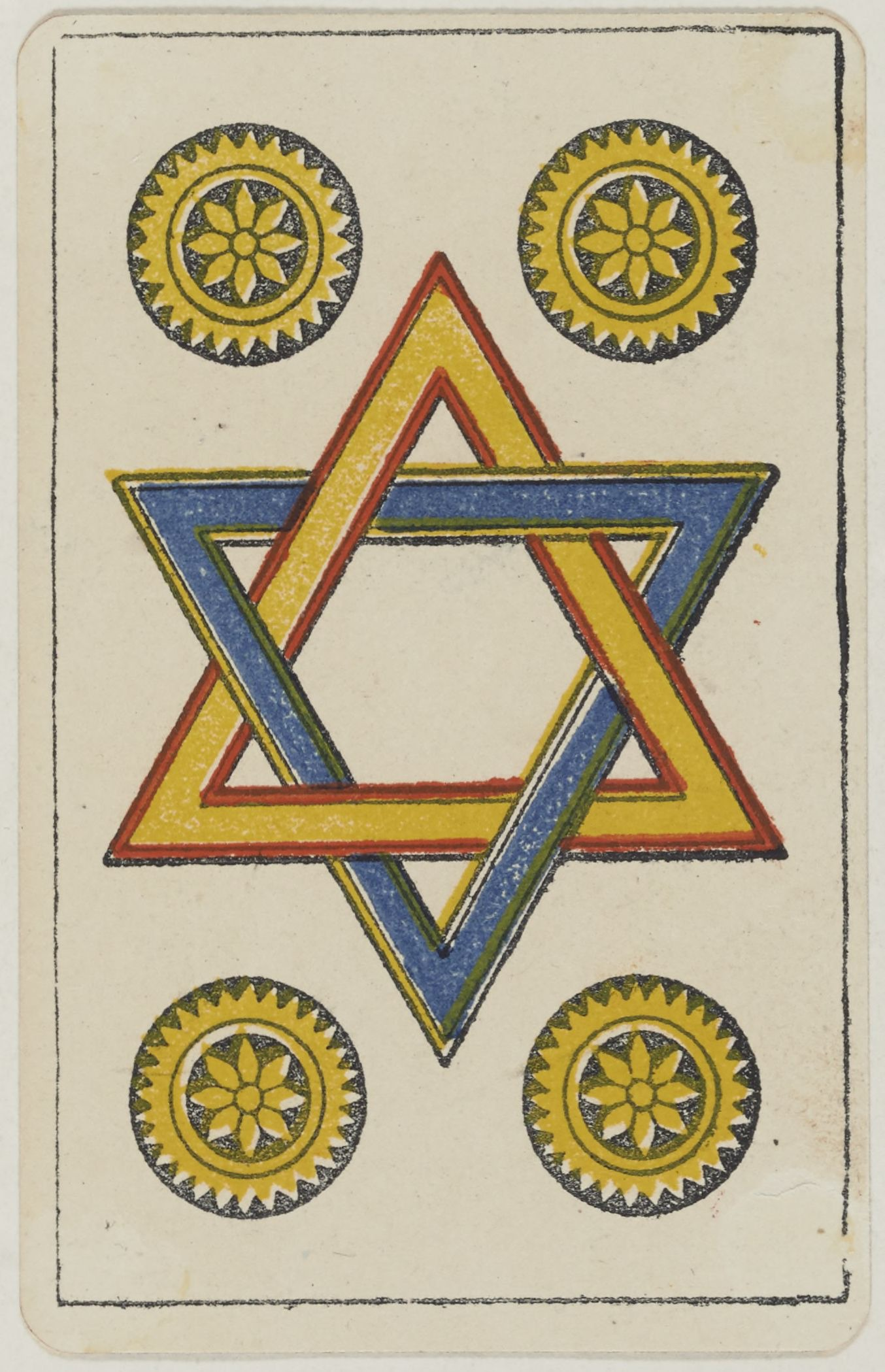
Czwórka monet

Talia Aluette i inne wzory o kolorach południowowłoskich i hiszpańskich 

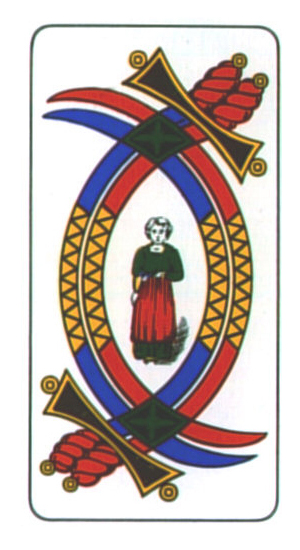
Czwórka mieczy
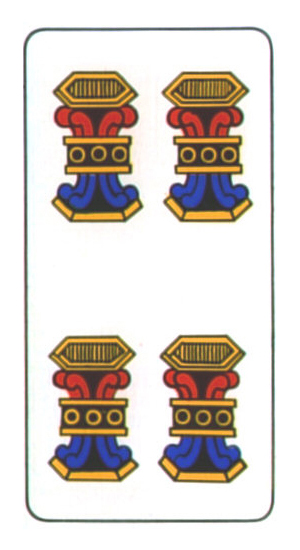
Czwórka puszek
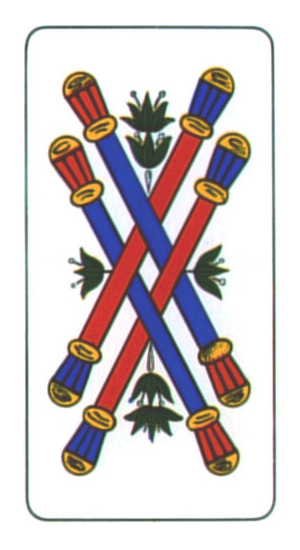
Czwórka pałek
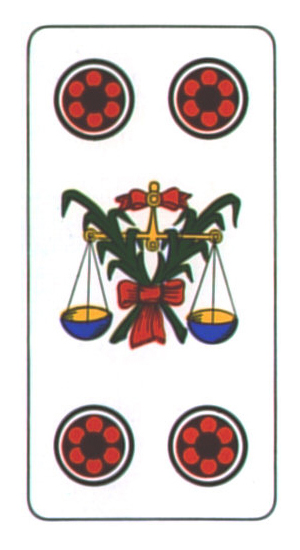
Czwórka monet

Wzór neapolitański
- Czwórka mieczy
- Czwórka puszek
- Czwórka pałek
- Czwórka monet

Wzór rzymski
- Czwórka mieczy
- Czwórka puszek
- Czwórka pałek
- Czwórka monet